# Non mi lasciare mai/A mio figlio
Non mi lasciare mai/A mio figlio è un singolo di Adriano Pappalardo, prodotto da Luigi Albertelli e Bruno Tavernese e pubblicato nel 1980 dalla RCA Italiana.

## Tracce
1. Non mi lasciare mai (Luigi Albertelli e Bruno Tavernese)
2. A mio figlio (Luigi Albertelli, Bruno Tavernese e Adriano Pappalardo)